# 韓良露
韓良露（1958年11月19日—2015年3月3日），台灣高雄人，台灣作家、美食家、記錄片導演、廣播節目主持人與文化推廣者。
書寫主題包括美食、電影、音樂、旅行、觀星卜相等，曾獲第45屆廣播金鐘獎教育文化節目主持人獎、金鐘獎最佳新聞節目、行政院新聞局優良電影劇本獎、臺北文學獎文學年金等獎項。

## 生平
父親為江蘇人，外婆為台南人。韓良露的二妹韓良雯則為心智障礙者，小妹韓良憶同為美食、旅遊作家。
韓良露生於高雄，在台北市長大。小學就讀北投區中山國小（今逸仙國小），國中就讀北投區新民國中，高中就讀中山女高。高三時曾短暫轉學至台南女中就讀，但一學期後就休學，以同等學歷考取台灣師範大學，於師大歷史系畢業。
韓良露原本家境富裕，16歲時開始發表現代詩，大學時代曾自行組織、舉辦過100多場影展，曾在台視拍攝紀錄片，並為黨外運動候選人助選。大學畢業後，24歲時，家中因負債破產，韓良露從事電視影集劇本寫作，並自行開設製作公司，製作多齣電視影集，以此還清了家中負債。
在32歲時隨丈夫至英國倫敦求學生活，而後至各國遊歷。由於熱衷研究食譜、食經，善將自身閱歷與感官經驗結合，以跨國文化比較的角度書寫美食，因此文字風格感性中帶有知性，語言表情豐富，擺脫前期飲食作家風格:2。
1998年，韓良露與其夫由英國倫敦返回台灣居住。2007年，韓良露與趨勢科技文化長陳怡蓁在台北市師大商圈創辦「南村落」，希望推廣師大商圈的飲食文化，韓良露任創意總監。韓良露投書報紙倡議將師大商圈改名「南村落」，引發爭議。
2015年3月3日清晨，因子宮內膜癌於台北榮民總醫院病逝。

## 家庭
丈夫朱全斌為傳播學者，台灣藝術大學傳播學院院長。

## 著作
- 《舊金山私密記憶》（方智出版，2000/09）
- 《生活捕夢網》（方智出版，2001/04）
- 《微醺之戀—旅人與酒的相遇》（方智出版，2001/06）
- 《美味之戀—人在台北，玩味天下》（方智出版，2001/06）
- 《有心，就可以幸福》（遠見天下文化，2002/08）
- 《狗日子.貓時間-韓良露倫敦旅札》（馬可孛羅，2003/01）
- 《食在有意思》（麥田出版，2003/05）
- 《12原型星座》（麥田出版，2003/07）
- 《雙唇的旅行－韓良露》（麥田出版，2004/06）
- 《浮生閒情》（印刻出版公司，2004/12）
- 《韓良露私房滋味》（麥田出版，2005/08）
- 《他方的28次方)》（馬可孛羅，2005/09）
- 《微醺－品酒的美學與生活》（馬可孛羅，2006/02）
- 《如果城市也有靈魂》（馬可孛羅，2006/11）
- 《台北回味》（有鹿文化，2014/06 ISBN 978-986-6281-75-4）
- 《文化小露台》（有鹿文化，2014/06）
- 《良露家之味》（大塊文化，2014/11 ISBN 978-986-213-562-4）
- 《露水京都》（有鹿文化，2015/12 ISBN 978-986-92020-9-1）
- 《狗日子·貓時間》（新版）（有鹿文化，2015/06 ISBN 978-986-6281-97-6）
- 《樂活在天地節奏中》（有鹿文化，2015/06 ISBN 978-986-6281-97-6）
- 《上昇星座：生命地圖的起點》（南瓜，2016/04 ISBN 978-986-92916-0-6）
- 《愛情全占星：全新增訂版》（南瓜，2016/04 ISBN 978-986-92916-1-3）
- 《美好生活，其實很簡單：韓良露和李漁的「閒情偶寄」》（有鹿文化，2016/02）
- 《小飲，良露：葡萄酒旅記》（大辣出版，2016/07）
- 《靈魂占星：與靈魂對話的和諧生命》（南瓜，2016/07）
- 《大不列顛小旅行：韓良露的英倫漫遊》（有鹿文化，2016/08）
- 《十二星座：行星與星座互動的生命密碼》（南瓜，2016/10 ISBN 978-986-92916-4-4）
- 《生命歷程全占星：全新增訂版》（南瓜，2016/10 ISBN 978-986-92916-3-7）
- 《一起，微醺：認識這世界的美妙旅程》（大辣出版，2016/11 ISBN 978-986-6634-65-9）
- 《十二宮位：生命格局的十二個舞台》（南瓜，2017/01 ISBN 978-986-92916-5-1）
- 《台北說城人》（有鹿文化，2017/06 ISBN 978-986-6281-97-6）
- 《成功做自己：太陽、木星、土星相位中的生命之旅》（南瓜，2017/06）
- 《情感的合唱：月亮、水星、金星、火星相位中的風景》（南瓜，2017/09）
- 《生命之火為誰燒：點燃灶神星的性能量》（南瓜，2018/01）
- 《千里姻緣何處牽：婚神星的婚姻密碼》（南瓜，2018/04）
- 《都是逆行惹的禍：靈魂的星座重修課》（南瓜，2018/07）
- 《南瓜相位套書：一次學好個人相位與合盤相位》（南瓜，2019/10）
- 《行運宮位聖經：掌握行運的生命節奏》（南瓜，2020/01）
- 《占星媽媽手冊》（南瓜，2020/08）
- 《占星財富手冊》（南瓜，2021/01）
- 《占星職場手冊》（南瓜，2021/04）
- 《太陽行運全書》（南瓜，2021/07）
- 《與巴黎出了軌》（有鹿文化，2021/09）

## 外部連結
- 南瓜國際有限公司 韓良露生命占星學院系列 （页面存档备份，存于）